# Sympetalandra borneensis
Sympetalandra borneensis là một loài thực vật có hoa trong họ Đậu. Loài này được Stapf miêu tả khoa học đầu tiên.